# Đông Godavari
Huyện Đông Godavari (tiếng Anh: East Godavari district; tiếng Telugu: తూర్పు గోదావరి జిల్లా, đã Latinh hoá: Tūrpu Gōdāvari jillā) là một huyện thuộc bang Andhra Pradesh, Ấn Độ. Thủ phủ huyện Đông Godavari đặt ở Kakinada. Huyện Đông Godavari có diện tích 10.807 ki lô mét vuông. Đến năm 2001, huyện Đông Godavari có dân số 4.872.622 người.